# Holmsjön (Åsele socken, Lappland, 714366-159552)
Holmsjön är en sjö i Åsele kommun i Lappland och ingår i Lögdeälvens huvudavrinningsområde. Sjön har en area på 0,0633 kvadratkilometer och ligger 398,5 meter över havet. Sjön avvattnas av vattendraget Vaksjöbäcken.

## Delavrinningsområde
Holmsjön ingår i det delavrinningsområde (714405-159411) som SMHI kallar för Mynnar i Lögdasjön. Medelhöjden är 422 meter över havet och ytan är 8,8 kvadratkilometer. Det finns ett avrinningsområde uppströms, och räknas det in blir den ackumulerade arean 34,33 kvadratkilometer. Vaksjöbäcken som avvattnar avrinningsområdet har biflödesordning 2, vilket innebär att vattnet flödar genom totalt 2 vattendrag innan det når havet efter 159 kilometer. Avrinningsområdet består mestadels av skog (69 procent) och sankmarker (21 procent). Avrinningsområdet har 0,06 kvadratkilometer vattenytor vilket ger det en sjöprocent på 0,7 procent.